# Wulf Dorn
Wulf Dorn (* 20. April 1969 in Ichenhausen) ist ein deutscher Schriftsteller und Thriller-Autor.

## Leben und Werk
Dorn schloss eine Ausbildung zum Industriekaufmann und Fremdsprachenkorrespondenten ab und war zwanzig Jahre in der Betreuung von Psychiatrie-Patienten tätig.
Seine literarischen Arbeiten begann er mit Horror-Kurzgeschichten, die u. a. in der Pandaimonion-Reihe im Wurdack-Verlag erschienen. Sein erster Roman Trigger wurde 2009 ein Überraschungserfolg und kam in Übersetzung auch in Italien, Spanien, Portugal, Dänemark, Griechenland, Frankreich, Polen, Tschechien, der Türkei und den Niederlanden heraus. Die Hörbuch-Version las Wulf Dorn selbst ein, während seine weiteren Hörbücher von David Nathan und Laura Maire gesprochen wurden. Auch seine weiteren Romane sind inzwischen in zahlreiche Sprachen übersetzt und wurden in mehreren Ländern zu Bestsellern.
Wiederkehrende Themen in Dorns Romanen sind Schuld, Verlust, das Böse im Alltäglichen und psychologische Phänomene. Schauplatz der ersten vier Romane ist die Umgebung des fiktiven Orts Fahlenberg während ein Großteil der Handlung von Phobia in London spielt.

## Werke

### Romane
- Kalte Stille. Thriller. Heyne Verlag, München 2010, ISBN 978-3-453-26686-5.
- Dunkler Wahn. Thriller. Heyne Verlag, München 2011, ISBN 978-3-453-26705-3.
- Phobia. Thriller. Heyne Verlag, München 2013, ISBN 978-3-453-26733-6.
- Die Kinder. Thriller, Heyne Verlag, München 2017, ISBN 978-3-453-27094-7.

### Trigger-Reihe
- Trigger. Psychothriller. Heyne Verlag, München 2009, ISBN 978-3-453-43402-8.
- Trigger – Das Böse kehrt zurück. Thriller, Heyne Verlag, München 2022, ISBN 978-3-453-27095-4.

### Jugendbücher
- Mein böses Herz. Thriller. cbt, München 2012, ISBN 978-3-570-16095-4.
- Die Nacht gehört den Wölfen. Thriller. cbt, München 2015, ISBN 978-3-570-16397-9.
- 21 – Dunkle Begleiter. Thriller. cbj, München 2019, ISBN 978-3-570-16524-9.
- 21 – Fremder Schatten. Thriller. cbj, München 2025, ISBN 978-3-570-15786-2.

### Kurzgeschichten (Auszug)
- Jenseits der Mauer. Beitrag in: Karla Schmidt (Hrsg.): Hinterland. Nittendorf: Wurdack 2010. ISBN 978-3-938065-69-3.
- Überbleibsel. Beitrag in: Uta Rupprecht (Hrsg.): Alle Morde wieder. Rowohlt Verlag 2011. ISBN 978-3-8052-5029-0.
- Klick!. Beitrag in: Jan Costin Wagner (Hrsg.): Totenstille Nacht. Rowohlt Verlag 2012. ISBN 978-3-499-25598-4.

### Hörbücher (Auszug)
- 2009: Trigger, Random House Audio Köln, gelesen vom Autor, gekürzt 6 CDs 433 Min., ISBN 978-3837102444.
- 2010: Kalte Stille, Lübbe Audio Köln, gelesen von David Nathan, 6 CDs 431 Min., ISBN 978-3785744390.
- 2011: Dunkler Wahn, Random House Köln, Audio, gelesen von David Nathan, ungekürzt, Download 650 Min.
- 2012: Mein böses Herz, cbj Audio München, gelesen von Laura Maire, gekürzt 5 CDs 327 Min., ISBN 978-3-8371-1323-5.
- 2013: Phobia, Random House Köln, Audio, gelesen von David Nathan, ungekürzt, Hörbuch-Download, Spieldauer: 9 Stunden und 9 Minuten.
- 2017: Die Kinder, Random House Audio, Köln, gelesen von David Nathan, gekürzt, 1 CD, 468 Min., ISBN 978-3-8371-3781-1.